# Ivanje (svetkovina slobodnih zidara)
Povijesno gledano, slobodni zidari obilježavaju dva blagdana posvećena svecima koji nose ime Ivan. Blagdan sv. Ivana Krstitelja pada na 24. lipnja, dok se blagdan sv. Ivana Evanđelista slavi 27. prosinca, simbolično označavajući sredinu ljeta i zime. Ova svetkovina je poznata kao Ivanje ili Ivanjdan.
Tijekom 18. stoljeća, prva Velika loža Engleske i Velika loža Irske preferirale su dan sv. Ivana Krstitelja, dok su Velika loža Škotske, Drevna velika loža Engleske i Velika loža cijele Engleske u Yorku svoje velike majstore ustoličavale na blagdan sv. Ivana Evanđelista. Upravo na taj datum, 27. prosinca 1813. godine, osnovana je Ujedinjena velika loža Engleske.

## Sveti Ivan Krstitelj
Prva Velika loža Engleske osnovana je 24. lipnja 1717. godine, na blagdan sv. Ivana Krstitelja. To bi moglo proizaći iz drevne tradicije, budući da je Krstitelj u srednjovjekovnoj Europi bio smatran zaštitnikom klesara. Ceh zidara i stolara vezan uz katedralu u Kölnu bio je poznat kao Bratovština sv. Ivana Krstitelja. Najstariji sačuvani zapis o ustoličenju velikog majstora Velike lože Irske datira iz 24. lipnja 1725. godine. Mnogi dokumenti iz Irske i tzv. loža "Drevnih" u Engleskoj svjedoče o praksi pojedinih loža da dva puta godišnje biraju novog majstora, upravo na blagdane sv. Ivana Krstitelja i sv. Ivana Evanđelista.
Taj je datum također bio popularan za polaganje kamen-temeljaca. Primjerice, kamen-temeljac prvog masonskog hrama u New Yorku postavljen je 24. lipnja 1826. godine.
U mnogim zemljama diljem svijeta, 24. lipnja također je poznat kao ljetni solsticij. Ovaj datum, posvećen sv. Ivanu, obilježava se otprilike na polovici kalendarske godine.

## Sveti Ivan Evanđelist
Sveti Ivan Evanđelist posebno je povezan sa škotskim ložama. Loža "Edinburgh" bila je povezana s kapelom sv. Ivana Evanđelista u katedrali sv. Gilesa još od 15. stoljeća. Velika loža cijele Engleske u Yorku, kao i njezina prethodnica, Drevno društvo slobodnih zidara u gradu Yorku, birale su i ustoličavale svoje predsjednike, a kasnije velike majstore, upravo na blagdan Evanđelista, od 1725. godine. U Londonu je Drevna velika loža Engleske također birala svoje velike majstore na isti datum. Kada su se konačno ujedinile Drevna i prva Velika loža Engleske, stvarajući Ujedinjenu veliku ložu Engleske, to se dogodilo 27. prosinca 1813., na blagdan sv. Ivana Evanđelista.